# Perizoma muscosata
Perizoma muscosata är en fjärilsart som beskrevs av W. Warren 1900. Perizoma muscosata ingår i släktet Perizoma och familjen mätare. Inga underarter finns listade i Catalogue of Life.